# Nikki Amuka-Bird

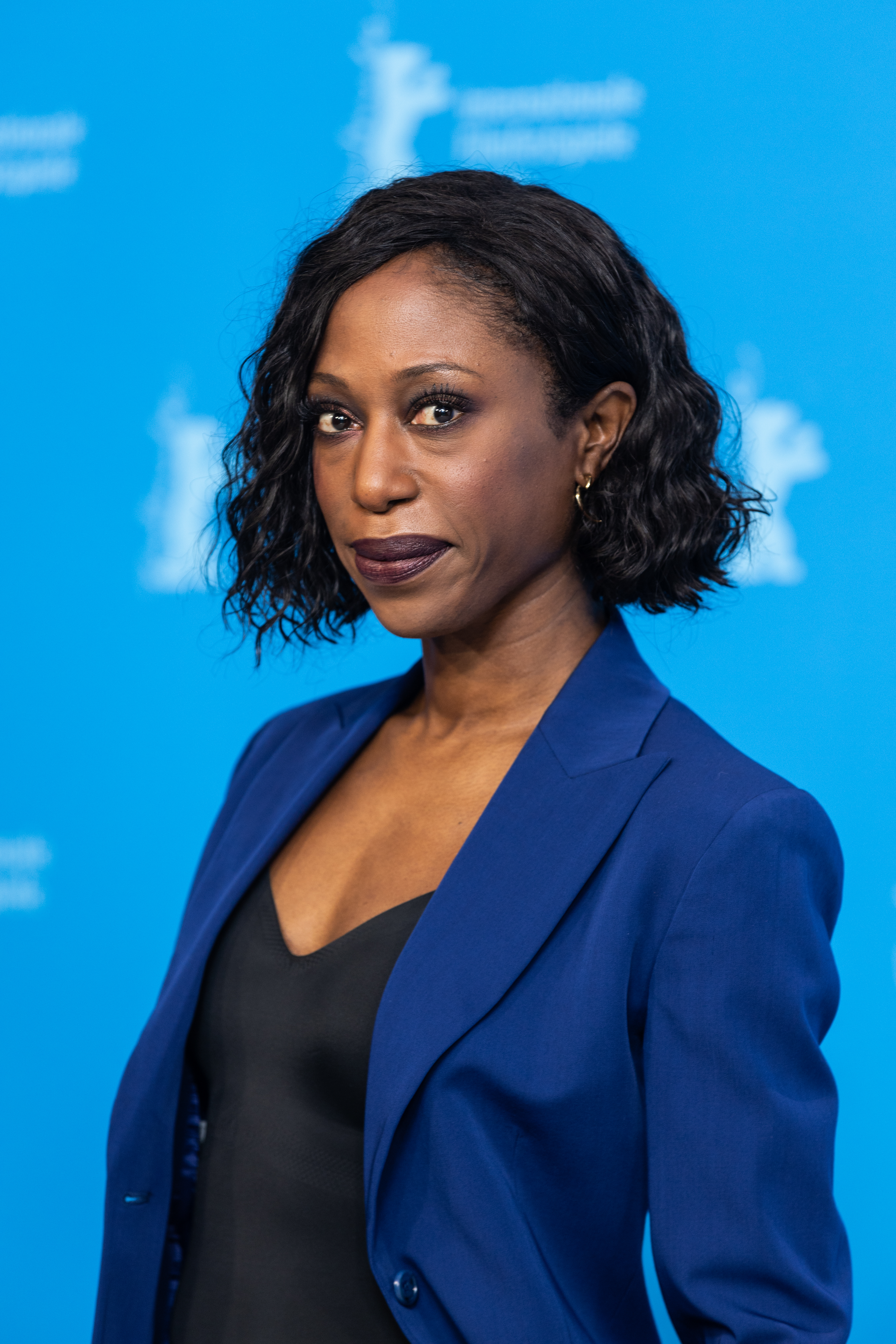
Nikki Amuka-Bird bei der Vorstellung des Films The Outfit im Februar 2022 auf der Berlinale

Nikki Amuka-Bird (* 27. Februar 1976 in Benin, Nigeria) ist eine britische Schauspielerin.

## Leben
Die gebürtige Nigerianerin Nikki Amuka-Bird kam im Kleinkindalter mit ihrer Mutter nach Großbritannien und Antigua. Die Schauspielerei erlernte sie an der London Academy of Music and Dramatic Art. Ihre Auftritte als Bühnenschauspielerin bestritt sie an bedeutenden Theatern wie dem National Theatre oder dem Bristol Old Vic. Zeitweilig spielte sie bei der Royal Shakespeare Company in Stücken wie Der Sturm oder Ein Sommernachtstraum mit. Ihr Filmdebüt gab Nikki Amuka-Bird 1999 in einer Episodenrolle der Fernsehserie The Bill. Größere Bekanntheit erlangte sie in der Neuverfilmung von Das Omen aus dem Jahr 2006. Im deutschsprachigen Raum ist sie bekannt durch ihre Rolle der DS Erin Gray in der 2012 im ZDF ausgestrahlten BBC-Krimiserie Luther.
Mit M. Night Shyamalan arbeitete Amuka-Bird wiederholt an den Kinofilmen Old (2021) und Knock at the Cabin (2023) zusammen.
Nikki Amukka-Bird war von 2003 bis 2010 mit dem ein Jahr älteren Schauspielerkollegen Geoffrey Streatfeild verheiratet.

## Filmografie (Auswahl)

### Filme
- 2000: Forgive and Forget
- 2005: Almost Heaven
- 2006: Cargo
- 2006: Shoot the Messenger
- 2006: Das Omen (The Omen)
- 2006: Born Equal
- 2009: Small Island
- 2011: The House and Everything
- 2015: Jupiter Ascending
- 2016: Verleugnung (Denial)
- 2018: A Private War
- 2019: Die Geldwäscherei (The Laundromat)
- 2019: David Copperfield – Einmal Reichtum und zurück (The Personal History of David Copperfield)
- 2021: Old
- 2022: The Outfit
- 2022: Überredung (Persuasion)
- 2023: Knock at the Cabin
- 2023: Jericho Ridge
- 2024: Rumours
- 2024: Here

### Fernsehserien
- 1999: The Bill
- 1999–2006: Holby City
- 2003–2004: Bad Girls
- 2005–2010: Gerichtsmediziner Dr. Leo Dalton (Silent Witness)
- 2006: Die Schönheitslinie (The Line of Beauty)
- 2006: Spooks – Im Visier des MI5 (Spooks)
- 2007: Five Days
- 2008–2010: Survivors
- 2011–2013: Luther
- 2012: Sindbad (Sinbad)
- 2014: House of Fools
- 2014: Death in Paradise
- 2018: Hard Sun
- 2019: Gold Digger (6 Folgen)
- 2020: Avenue 5
- 2025: I, Jack Wright (6 Folgen)

### Gastauftritte
- 2007: Torchwood (als Beth 02x02)